# Casa Yáñez
La Casa Yáñez es un pequeño edificio de estilo historicista obra del arquitecto Michel Pacewicz, data de 1900 y se encuentra situado en la plaza de Compostela (parque de la Alameda), en el centro de la ciudad de Vigo.

## Historia
La Exposición Universal de París sirvió para que Michel Pacewicz, a través de su amistad con Benito Sanjurjo, tomara contacto con la alta burguesía viguesa de la época como Manuel Bárcena Andrés, Rosendo Silva, Francisco y Paulino Yáñez, etcétera. Todos quedaron tan impresionados por la belleza de su obra que encargaron al arquitecto francés la redacción de cuatro proyectos. Estos proyectos fueron elaborados en su residencia francesa de Château-Gontier y los trajo con él al llegar a Vigo. Uno de ellos era la Casa para Paulino Yáñez o Casa Yáñez.
Por motivo de que en Vigo no era reconocida su firma para proyectos de arquitectura utilizó la firma de otros profesionales como Jenaro de la Fuente Domínguez o el maestro de obras Dimas Vallcorba. Este último fue el encargado de firmar, en enero de 1900, el proyecto de la Casa para Paulino Yáñez.

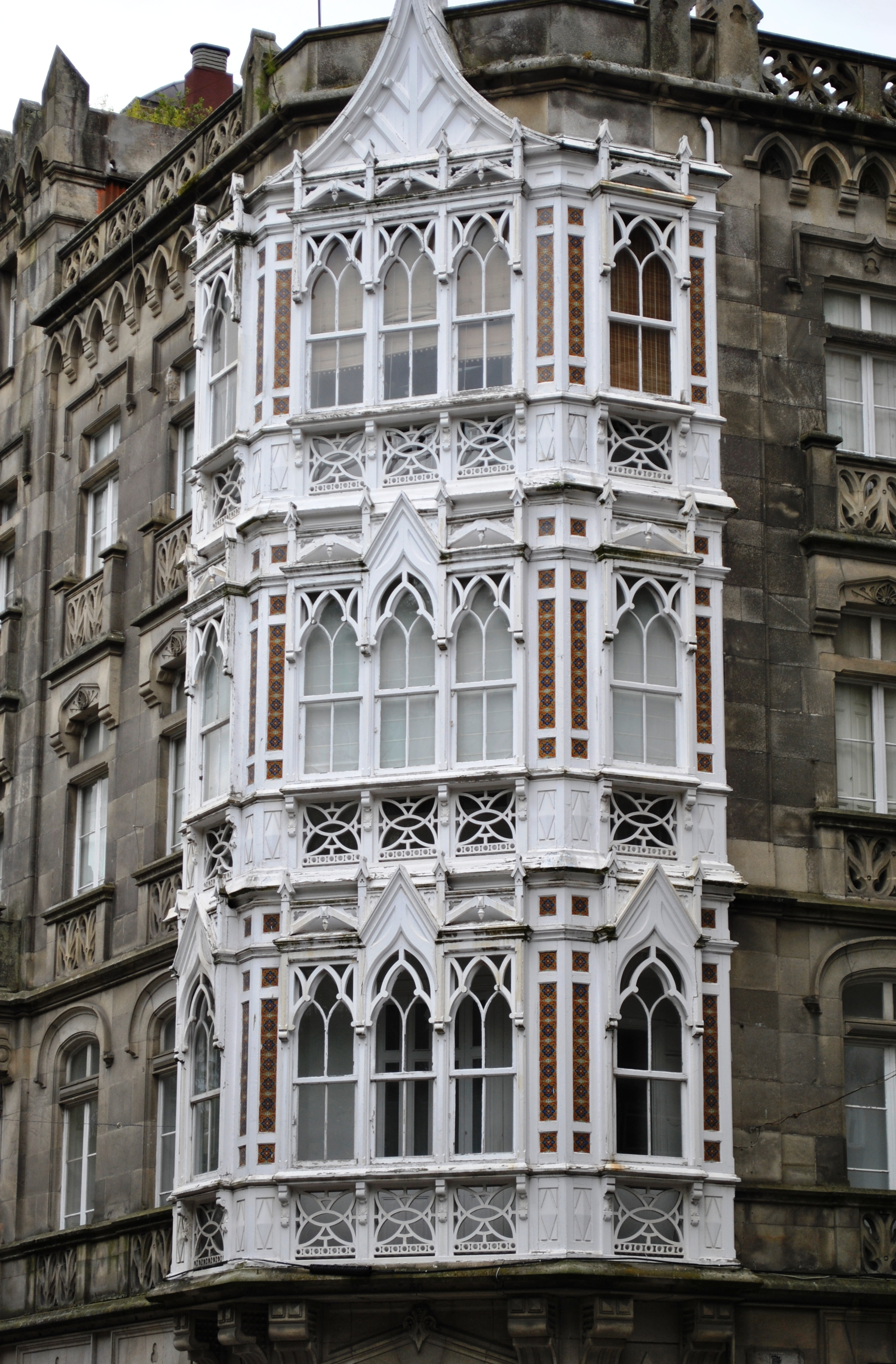
Detalle de la fachada.

Paulino Yáñez, destacado importador de maderas radicado en Vigo, conoció a Pacewicz de la mano de Benito Sanjurjo, de aquella residente en París, cuando, junto con otros potentados vigueses, asistió a la Exposición Universal de 1889.
En 1897, Michel Pacewicz viaja a Vigo con sus planos y diseños, pero debido a que su nacionalidad francesa lo incapacitaba para firmar proyectos, debe recurrir a la firma de otros para sacar adelante sus propias obras. De esta manera, el proyecto de la casa Yáñez fue firmado por el maestro de obras Dimas Vallcorba, en 1900. Pacewicz acabará instalándose en Vigo definitivamente en 1904, donde residirá hasta su fallecimiento en 1921, dejando una profunda pegada en la arquitectura burguesa de la ciudad, que se impregnó de su eclecticismo elegante y grandioso, influyendo de modo notable en la obra de arquitectos rivales, como el mismo Jenaro de la Fuente Domínguez.

## Descripción y estilo
El edificio, construido en cantería muy cuidada de granito gallego, es de estilo historicista similar a los pazos góticos urbanos del siglo XV. Destaca la galería de madera de su chaflán neogótico en donde se combinan diferentes elementos de ese estilo. Cuenta también con orlas verticales de cerámica esmaltadas en tonos dorados.
Tiene dos fachadas (la que da a la plaza de Compostela y la que da a la calle Velázquez Moreno) y cuenta con planta baja, tres alturas y un trastero. La fachada de la Alameda se organiza alrededor de un torreón almenado ligeramente descentrado como eje organizador de los vanos, y tiene un trazado de piedra calada en los dos balcones del primer y segundo piso. La fachada de la calle Velázquez Moreno tiene un cuerpo semicentrado con miradores salientes en los dos primeros pisos y cuenta con trazados góticos en los vanos. El cuerpo central termina sin cornisa. Esta fachada tiene también una ventana en forma de rombo.
La puerta de acceso del chaflán (actualmente una administración de lotería) es de estilo ecléctico, con un arco en mitra terminado en una flor de lis; del dintel parten las ménsulas que soportan la galería, sin embargo, la puerta que da a la Alameda es de estilo neogótico. Otros elementos que marcan el estilo pseudomedieval son el arco conopial de la puerta, los cordones que enmarcan las ventanas, y algunos motivos heráldicos en relieve fundido en los dinteles.